# Парламент Италии

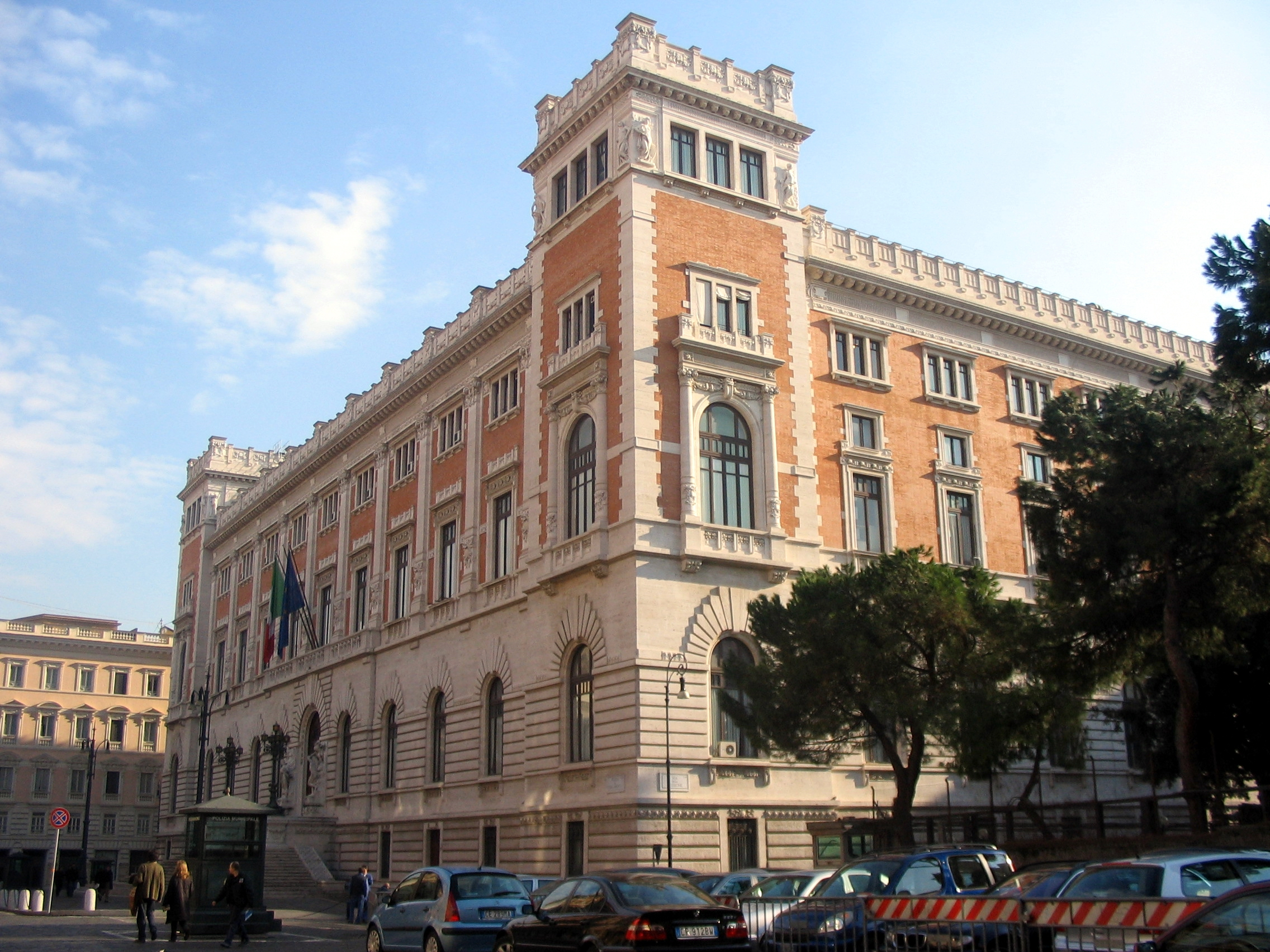
Здание нижней палаты — палаццо Монтечиторио.

Парламент Италии (итал. Parlamento Italiano) — национальный парламент Италии, двухпалатный законодательный орган, в который входят 600 избранных парламентариев (parlamentari). Состоит из:
- Палата депутатов Италии — включает 400 депутатов (deputati).
- Сенат Италии — включает 206 сенаторов (senatori), из них 6 пожизненных.

## История
| Даты        | Название                              | Верхняя палата                        | Нижняя палата                               | Конституция          |
| ----------- | ------------------------------------- | ------------------------------------- | ------------------------------------------- | -------------------- |
| 1848—1861   | Парламент Королевства Сардиния        | Субальпийский Сенат (члены)           | Палата депутатов Королевства Сардиния ()    | Альбертинский статут |
| 1861—1939   | Парламент Королевства Италия          | Сенат Королевства Италия (члены)      | Палата депутатов Королевства Италия (члены) | Альбертинский статут |
| 1939—1943   | Парламент Королевства Италия          | Сенат Королевства Италия (члены)      | Палата фасций и корпораций (члены)          | Альбертинский статут |
| 1943—1945   | отсутствует                           | отсутствует                           | отсутствует                                 | отсутствует          |
| 1945—1946   | Национальный совет (члены)            | Национальный совет (члены)            | Национальный совет (члены)                  | отсутствует          |
| 1946—1948   | Учредительное собрание Италии (члены) | Учредительное собрание Италии (члены) | Учредительное собрание Италии (члены)       | отсутствует          |
| 1948 — н.в. | Парламент Республики Италия           | Сенат Италии (члены)                  | Палата депутатов Италии (члены)             | Конституция Италии   |

## Выборы
С 2005 года для обеих палат используется пропорциональная система голосования, установленная так называемым «законом Кальдероли». В 2013 году этот закон признан неконституционным. Большинство получает коалиция, добившаяся победы на национальном (в Палате депутатов) и региональном (в Сенате) уровнях.
Парламент избирается сроком на пять лет.